# 2012 год в спорте
Список 2012 год в спорте описывает спортивные события 2012 года.

## Футбол
- 19 января — 29 января — Кубок Содружества 2012.
  - Обладатель кубка  Сборная России.
- 21 января — 12 февраля — Кубок африканских наций 2012.
  - Обладатель Кубка  Сборная Замбии.
- 9 мая — Финал Лиги Европы УЕФА 2011—2012.
  - Победитель Лиги Европы  «Атлетико Мадрид».
- 19 мая — Финал Лиги Чемпионов УЕФА 2011—2012.
  - Победитель Лиги Чемпионов  ФК «Челси».
- 8 июня — 1 июля — Чемпионат Европы 2012.
  - Победитель чемпионата  сборная Испании (второй раз подряд)[1].
- 27 июня — 4 июля — Финал Кубка Либертадорес 2012.
  - Победитель Кубка Либертадорес  «Коринтианс».
- 11 августа — Финал футбольного турнира на Олимпийских играх 2012.
  - Победитель  Сборная Мексики.
- 22 сентября — 13 октября — III чемпионат мира по футболу 2012 среди девушек до 17 лет (Баку и Ленкорань, Азербайджан).
- 5 — 12 декабря — Финал Южноамериканского кубка 2012.
  - Победитель Южноамериканского кубка  ФК «Сан-Паулу».
- 16 декабря — бразильская команда «Коринтианс» выиграла клубный чемпионат мира по футболу, одержав победу над лондонским «Челси»[2].

## Мини-футбол
- 31 января — 11 февраля — Чемпионат Европы по мини-футболу 2012.
  - Победитель чемпионата  Сборная Испании.
  - Финалистом чемпионата стала  Сборная России.
- 26 марта — 29 апреля — Финал Четырёх Кубка УЕФА по мини-футболу 2011/2012.
  - Обладатель Кубка УЕФА  МФК Барселона.
  - Финалистом Кубка УЕФА стал  МФК Динамо.
- 1—18 ноября — Чемпионат мира по мини-футболу 2012 (Таиланд).
  - Победитель чемпионата  Сборная Бразилии.

## Хоккей
- 6 января — Финал молодёжного Чемпионата мира.
  - Победитель чемпионата  Сборная Швеции.
- 29 февраля — 25 апреля — Плей-офф КХЛ.
  - Обладатель Кубка Гагарина  ХК Динамо Москва.
- 29 февраля — 25 апреля — Плей-офф КХЛ.
- 12—22 апреля — Чемпионат мира среди юниорских команд.
- 4—20 мая — Чемпионат Мира по хоккею с шайбой 2012.
  - Победитель чемпионата  Сборная России.
- 1 июня — Старт Финала Кубка Стэнли.
  - Обладателем Кубка Стэнли стала команда  Лос-Анджелес Кингз.
- 16 декабря — седьмой розыгрыш Кубка Первого канала завершился победой сборной России[3].
- 26 декабря — 5 января 2013 года — молодёжный чемпионат мира по хоккею c шайбой (Уфа, Россия)[4]. В финале сборная США победила шведских хоккеистов 3:1[5].
- 31 декабря — кубок Шпенглера 2012 года получила сборная Канады по хоккею с шайбой[6].

## Автоспорт
- 1—15 января — Ралли Дакар.
- 17 января — 11 ноября — Чемпионат мира по ралли.
- 18 марта — 25 ноября — Этапы Гран-При в Формуле 1. Себастьян Феттель стал чемпионом мира «Формулы-1» в третий раз[7].

## Баскетбол
- 22 марта — Финал Кубок Европы (женщины) 2011/2012
  - Обладатель кубка  Динамо (Курск)
- 1 апреля — Финал женской Евролиги 2011/2012.
  - Победитель Евролиги  Рос Касарес
- 14 апреля — Финал Кубок Европы (мужчины) 2011/2012.
  - Обладатель кубка  Химки
- 29 апреля — Финал Кубка Вызова 2011/2012.
  - Обладатель кубка  Бешикташ
- 13 мая — Финал мужской Евролиги 2011/2012.
  - Победитель Евролиги  Олимпиакос
- 18 мая — Старт WNBA 2012.
- 21 июня — в финале чемпионата НБА команда «Майами Хит» выиграла у чемпионов Западной конференции «Оклахома-Сити Тандер»[8].
- 25 июня — 1 июля — Олимпийский квалификационный турнир (женщины).
  - На Олимпиаду квалифицировались: Турция, Франция, Чехия, Хорватия, Канада.
- 2—8 июля — Олимпийский квалификационный турнир (мужчины).
  - На Олимпиаду квалифицировались: Россия, Литва и Нигерия.
- 12—22 июля — Чемпионат Европы среди девушек до 16 лет.
  - Победитель чемпионата  Испания
- 26 июля—5 августа — Чемпионат Европы среди девушек до 18 лет.
  - Победитель чемпионата  Франция
- 15 августа — 11 сентября — квалификационный этап чемпионата Европы по баскетболу[9].
- 16—26 августа — Чемпионат Европы среди девушек до 20 лет.
  - Победитель чемпионата  Испания
- 17—26 августа — Чемпионат мира среди девушек до 17 лет.
  - Победитель чемпионата  США

## Биатлон
- 1—11 марта — Чемпионат мира по биатлону.
- 15—16 апреля — Гонки на приз памяти Виталия Фатьянова.
- 18—23 сентября — Чемпионат мира по летнему биатлону (Уфа, Россия)[10].
- 24 ноября — старт Кубка мира по биатлону 2012/2013.
  - Французский биатлонист Мартен Фуркад стал победителем индивидуальной гонки на 20 км на этапе Кубка мира в Эстерсунде[11].

## Теннис
- 16—29 января — Australian Open:
  -  Мария Шарапова проиграла в финале  Виктории Азаренко в одиночном разряде.
  - Пара  Звонарева/Кузнецова выиграла в парном разряде.
- 22 мая — 10 июня — Roland Garros.
  - Победителем турнира стала  Мария Шарапова.
- 25 июня — 8 июля — Уимблдонский турнир.
  - Победителем турнира стала Серена Уильямс
- 18 ноября — сборная Чехия по теннису впервые с 1980 года выиграла Кубок Дэвиса, победив в финале сборную Испании[12].

## Другие соревнования
- 13—22 января — Зимние юношеские Олимпийские игры.
- 17—26 февраля — 58-й чемпионат мира по бобслею и 22-й чемпионат мира по скелетону[13].
- 18—19 февраля — чемпионат мира по конькобежному спорту (Москва, Россия)[14].
- 27 февраля — 4 марта — чемпионат мира по фигурному катанию среди юниоров (Минск, Беларусь)[15].
- 26 марта — 1 апреля — Чемпионат мира по фигурному катанию.
- 9—15 апреля — чемпионат Европы по тяжёлой атлетике (, Кепез, Турция)[16]
- 1—3 июня — 28-й чемпионат Европы по художественной гимнастике (Нижний Новгород, Россия)[17].
- 7—18 июня — 7-й Мемориал Таля.
- 15—20 июня — чемпионат Европы по фехтованию (Леньяно, Италия)[18].
- 17 июня — победителем открытого чемпионата США по гольфу стал американец Уэбб Симпсон[19].
- 19—24 июня — чемпионат Европы по вольной, греко-римской и женской борьбе среди юниоров (Загреб, Хорватия)[20].
- 27 июня — 1 июля — чемпионат Европы по лёгкой атлетике (Хельсинки, Финляндия)[21].
- 30 июня — 22 июля — Tour de France.
- 27 июля — 12 августа — Летние Олимпийские игры.
- 21—27 августа — юношеский чемпионат мира по вольной, греко-римской, женской и пляжной борьбе (Баку), (Азербайджан)[22].
- 27 августа — 10 сентября — Всемирная шахматная олимпиада (Стамбул, Турция). У мужчин победу одержала сборная Армении, у женщин — сборная России[23].
- 29 августа — 9 сентября — XIV Летние Паралимпийские игры (Лондон, Великобритания)[24].
- 9—16 сентября — чемпионат Европы по водному поло среди юниорок (Челябинск, Россия)[25].
- 12—16 сентября — чемпионат Европы по плаванию на открытой воде (Пьомбино, Италия)[26].
- 30 сентября — сборная Европы по гольфу сохранила за собой кубок Райдера[англ.] выиграв в финале с незначительным перевесом у сборной США[27].
- 3 ноября — сборная России выиграла межконтинентальный кубок по пляжному футболу[28].
- 11 ноября — 2 декабря — чемпионат мира по шахматам среди женщин (Ханты-Мансийск, Россия)[29]. Чемпионат мира по шахматам среди женщин 2012 года в Ханты-Мансийске завершился победой украинки Анны Ушениной, она нанесла поражение болгарке Антоанете Стефановой на тай-брейке финального матча[30].
- 4 декабря — в Сербии стартовал чемпионат Европы по гандболу среди женщин[31].
- 12 декабря — в Стамбуле начался 11-й чемпионат мира по плаванию в короткой воде под эгидой FINA[32].
- 15 декабря — женская сборная по кёрлингу выиграла чемпионат Европы, победив в финале сборную Шотландии со счётом 6:5[33].
- 25 декабря — в Сочи стартовал чемпионат России по фигурному катанию[34].
- 29 декабря — Владимир Алекно покинул пост главного тренера мужской сборной России по волейболу[35].

## Скончались
- 2 января — Анатолий Колесов (род. 1938), советский борец греко-римского стиля, Олимпийский чемпион.
- 13 января — Абдулла Моджтабави (род. 1925), иранский борец, бронзовый призёр Олимпийских игр.
- 19 января — Сара Бёрк (род. 1982), канадская фристайлистка, четырёхкратная чемпионка Всемирных экстремальных игр.
- 16 февраля — Душко Антунович[фр.] (род. 1959), хорватский ватерполист и тренер, призёр международных соревнований, первый тренер независимой хорватской сборной[36][37].
- 23 февраля — Григорий Косых (род. 1934), заслуженный мастер спорта СССР, Олимпийский чемпион, двенадцатикратный рекордсмен СССР в стрельбе из пистолета.
- 8 марта — Рамаз Урушадзе (род. 1939), советский футболист, вратарь, мастер спорта СССР, серебряный призёр чемпионата Европы.
- 24 марта — Зинаида Симонян (род. 1950), советская спортсменка, многократная чемпионка СССР, 15-кратная чемпионка Европы, 4-кратная чемпионка мира в индивидуальных и командных соревнованиях по пулевой стрельбе. Заслуженный мастер спорта СССР.
- 4 апреля — Джосайя Хенсон (род. 1922), американский борец вольного стиля, бронзовый призёр Олимпийских игр в полулёгком весе.
- 9 апреля — Марк Лензи (род. 1968), американский прыгун в воду, чемпион летних Олимпийских игр по прыжкам в воду с 3-метрового трамплина.
- 12 апреля
  - Эми Трайон (род. 1970), американская спортсменка-конница, бронзовый призёр Олимпийских игр в командном троеборье.
  - Элизабет Феррис (род. 1940), британская прыгунья в воду, бронзовый призёр Олимпийских игр по прыжкам в воду с 3-метрового трамплина.
- 28 апреля — Хоакин Дуалде (род. 1932), испанский спортсмен, бронзовый призёр Олимпийских игр по хоккею на траве.
- 14 июня — Боб Чаппуис[англ.], американский футболист, занесён в Зал славы американского футбола[англ.].
- 24 июня — Мики Роке (род. 1988), испанский футболист.
- 29 августа — Сергей Овчинников (род. 1969), российский волейболист, главный тренер женской сборной России по волейболу в 2011—2012 годах.